# Orchidantha
Orchidantha — рід квіткових рослин. У системі APG III він поміщений в родину Lowiaceae як єдиний рід. Він включає рослини з раніше визнаних родів Lowia та Protamomum.
Орхіданта залишається маловідомим родом, поширеним від південного Китаю до Борнео. Orchidantha означає «квітка орхідеї», оскільки одна з пелюсток на квітках видозмінена в лейблум, як у квіток орхідей. Один вид, Orchidantha inouei з Борнео, імітує запах гною, щоб залучити маленьких гнойових жуків Onthophagus як запилювачів.

## Види
- Orchidantha borneensis N.E.Br.
- Orchidantha chinensis T.L.Wu
- Orchidantha fimbriata Holttum
- Orchidantha foetida Jenjitt. & K.Larsen
- Orchidantha grandiflora Mood & L.B.Pedersen
- Orchidantha holttumii K.Larsen
- Orchidantha inouei Nagam. & S.Sakai
- Orchidantha insularis T.L.Wu
- Orchidantha laotica K.Larsen
- Orchidantha longiflora (Scort.) Ridl.
- Orchidantha maxillarioides (Ridl.) K.Schum.
- Orchidantha quadricolor L.B.Pedersen & A.L.Lamb
- Orchidantha sabahensis A.L.Lamb & L.B.Pedersen
- Orchidantha siamensis K.Larsen
- Orchidantha stercorea H.Ð.Trần & Škorničk.
- Orchidantha suratii L.B.Pedersen
- Orchidantha vietnamica K.Larsen